# Jayson Jones
Jayson Jones (* 15. August 1977 in Fulda, Hessen) ist ein ehemaliger belizischer Leichtathlet, der im Sprint an den Start ging. Er nahm an den Olympischen Sommerspielen 2000 in Sydney und den Olympischen Sommerspielen 2008 in Peking teil, sowie an den Commonwealth Games 2006 in Melbourne.

## Sportliche Laufbahn
Erste internationale Erfahrungen sammelte Jayson Jones im Jahr 1997 bei den Zentralamerikameisterschaften 1997 in San Pedro Sula. Dort errang er mit dem Team der 4-mal-400-Meter-Staffel (Michael McKoy, Elston Shaw, Albert Wade) die Silbermedaille. Er trat bei den NACAC U23 Championships in Athletics 2000 in Monterrey im 100-Meter-Lauf und 200-Meter-Lauf an. Im selben Jahr trat er auch über 200 m bei den Olympischen Spielen an. Er erreichte Rang 63.
Danach lief er bei den Weltmeisterschaften 2001 über 200 m und bei den Zentralamerikaspielen 2001 in Guatemala, wo er mit der 4-mal-400-Meter-Staffel (Newton García, Víctor Martín, Simón Castillo) wieder eine Bronzemedaille erringen konnte. 2003 trat er bei den Panamerikanischen Spielen in Santo Domingo an und 2006 bei den Commonwealth Games in Melbourne. Bei den Olympischen Sommerspielen in Peking lief er wieder über 200 m.
2011 errang er nochmals bei den Zentralamerikaspielen in San José in der 4-mal-400-Meter-Staffel mit Kenneth Bracket, Kenneth Medwood und Mark Anderson die Bronzemedaille. Bei den Panamerikanischen Spielen kam er über 400 m auf Rang 22.